# Астанинская декларация
Астанинская декларация (2018) — декларация по первичной медико-санитарной помощи (ПМСП), подписанная 25 октября 2018 года в рамках Глобальной конференции по первой медико-санитарной помощи: от Алма-Атинской декларации к всеобщему охвату услугами здравоохранения и Целям в области устойчивого развития, приуроченной к 40летию Алматинской декларации 1978 г. Конференция прошла 25-26 октября 2018 года в г. Астана, Республика Казахстан под патронажем Всемирной организации здравоохранения при содействии Правительства Республики Казахстан и ЮНИСЕФ.В работе конференции приняли участие представители 146 стран-членов ВОЗ, в число которых вошли министры здравоохранения, финансов, образования и социального обеспечения, медицинские работники, а также неправительственные организации.
Подход ПМСП является наиболее эффективным способом устойчивого решения современных проблем здравоохранения и систем здравоохранения.
Подход ПМСП является основополагающим для достижения наших общих глобальных целей в области всеобщего охвата услугами здравоохранения (ВОУЗ) и связанных со здоровьем целей в области устойчивого развития.

## Предпосылки
Астанинская декларация установила основу для действий на трех уровнях:
1. Политический уровень: посредством своей значимости в рамках достижения Целей устойчивого развития посредством ПМСП к 2030 году.
2. Стратегический уровень: через создание обновленного видения систем здравоохранения.
3. Операционный уровень: посредством разработки Плана реализации в сочетании с мониторингом.
Новая декларация подтвердила политическую приверженность ПМСП со стороны правительств, неправительственных организаций, профессиональных организаций, научных кругов и глобальных организаций здравоохранения и развития. Она будет использоваться для информирования заседания высокого уровня Генеральной Ассамблеи ООН по вопросам всеобщего охвата услугами здравоохранения в 2019 году.
Астанинская декларация также дала возможность отметить Алма-Атинскую декларацию 1979 года о первичной медико-санитарной помощи и работу проделанную за 40 лет.

## Описание
Астанинская декларация определяет современную концепцию ПМСП, пропагандирующую её, как главную ценность развития здравоохранения во всем мире. В целом, этот документ предлагает подход, который будет обеспечивать здоровый образ жизни и способствовать благополучию для всех в любом возрасте.
Обновление концепции ПМСП и принятие мер по улучшению предоставления услуг здравоохранения определено тремя основными причинами:
1) особенности ПМСП позволят системе здравоохранения быстро адаптироваться в современном мире;
2) делается акцент на пропаганде и профилактике, устранении факторов слабого здоровья и будущих угрозах;
3) цели в области устойчивого развития могут быть достигнуты только при эффективной ПМСП.
Декларация содержит 10 разделов и определяется роль государств и общества в укреплении и защите здоровья, благополучия населения мира.